# Armand Sabatier
Armand Sabatier, född den 14 januari 1834 i Ganges, död den 22 december 1910, var en fransk jämförande anatom.
Sabatier var professor i zoologi vid universitetet i Montpellier. Han författade flera arbeten, särskilt rörande ryggradsdjurens anatomi, exempelvis Études sur le coeur et la circulation centrale dans la serie des vertébrés (1873) och Comparaison des ceintures et des membres antérieurs et postérieurs dans la serie des vertébrés (1880).